# Maledetti marziani (racconto)
Maledetti marziani (The Martian Way) è un racconto di fantascienza del 1952 di Isaac Asimov.
Pubblicato per la prima volta nel novembre del 1952 sulla rivista Galaxy Science Fiction, è stato poi incluso in numerose raccolte sotto vari titoli: l'antologia omonima di romanzi brevi Maledetti marziani (1955) (con il titolo Maledetti marziani), Il meglio di Asimov (1975) con il titolo Il destino di Marte, Sogni di robot (1986) con il titolo Le acque di Saturno, Le grandi storie della fantascienza 14 (1986) con il titolo La via marziana, I grandi maestri della fantascienza 2 (2002) con il titolo Alla maniera marziana.
È stato pubblicato per la prima volta in Italia dalla rivista specializzata Urania (1953) come Gli anelli di Saturno.

## Trama
Mario Esteban Rioz e Ted Long sono entrambi dragatori, ossia uomini che vivono per lunghi mesi sulle loro astronavi, che fluttuano attorno al pianeta Marte, per recuperare i "fusti" per la propulsione abbandonati dalle navi al momento del loro scaricamento. Sono entrambi nati su questo pianeta e si ritengono diversi, se non migliori, di quelli che definiscono "Terricoli" (nell'originale "Grounder"), ossia gli uomini nati e cresciuti sulla Terra. Oltre a Marte, anche Venere e la Luna sono stati parzialmente colonizzati.
La storia inizia quando un politico terrestre, John Hilder, tramite comizi e discorsi muove l'opinione pubblica contro le tre colonie extraterrestri accusandole di consumare grandi quantitativi di acqua, proveniente come provvigione dal pianeta madre, per il sostentamento delle basi non terrestri. In particolare, egli si avventa contro i cosiddetti "dissipatori", ossia i motori che permettono la propulsione spaziale vaporizzando l'acqua tramite pile nucleari e direzionando il getto per poter compiere gli spostamenti voluti (l'acqua appunto è conservata nei fusti raccolti dagli spazzini). L'assemblea terrestre sostiene Hilder e riduce drasticamente l'apporto di acqua agli altri pianeti, non permettendo più quindi agli spazzini di alzarsi dal suolo di Marte.
Così, dopo una complessa conversazione, Rioz e Long decidono che da quel momento in poi, la colonia marziana dovrà diventare indipendente dal punto di vista idrico. Elaborano quindi un piano per riuscirci e lo sottopongono a Hamish Sankov, il capo della colonia. Questo piano consiste in un viaggio verso gli anelli di Saturno, per potersi appropriare del ghiaccio (e quindi dell'acqua) conservato nei blocchi che li formano. Vengono arruolate circa 25 navi da spazzino, ognuna con 2 persone a bordo, per poter riuscire a portare su Marte uno degli enormi blocchi galleggianti intorno al gigante gassoso.
Il problema iniziale è quello di superare i 6 mesi di viaggio nello spazio, dopo i quali, secondo gli studiosi terrestri, un essere umano medio andrebbe fuori di senno. Per fortuna l'intuizione di Rioz e Long si rivela giusta e quindi scoprono che questo limite non vale per gli abitanti di una colonia extraterrestre, già abituati a vivere in spazi ristretti, lontani dalla luce del sole e dai luoghi all'aperto. Arrivati a Saturno gli spazzini fissano alle navi una delle comete e per poco non ci lasciano la vita dato che, a causa dei processi di trivellazione e di liquefazione dell'acqua necessari, l'oggetto in questione si avvicina pericolosamente ad un altro, denominato "l'Ombra", rischiando di sbriciolare il blocco di ghiaccio.
Ritornati sul pianeta rosso gli spazzini vengono accolti come eroi, avendo non solo salvato la colonia ma anche per aver allargato l'orizzonte dell'uomo sull'intero universo. Inoltre, il tavolo delle trattative con la Terra azzurro risulta completamente ribaltato, dato che ormai i marziani sono in grado di muovere una quantità di acqua molto superiore a quella dei terrestri; addirittura i marziani offrono in vendita parte delle loro nuove riserve idriche. Il fatto provoca ovviamente la caduta di Hilder dal potere.

## Contesto scientifico e culturale
Nel 1952, quando Asimov scrisse questo racconto, si riteneva che negli anelli di Saturno ci fossero comete grandi centinaia di chilometri; si è poi scoperto che in realtà nessuno dei frammenti ruotanti nei dischi è più grande di poche centinaia di metri, a parte piccoli satelliti come Dafni e Pan, che formano il gruppo delle cosiddette lune pastore.